# Fritz Rammelmayr
 (juillet 2019).
Fritz Rammelmayr (né le 27 juillet 1893, date de décès inconnue) est un joueur professionnel allemand de hockey sur glace.

## Carrière
Fritz Rammelmayr fait toute sa carrière au SC Riessersee, avec qui il est champion d'Allemagne en 1927.
Fritz Rammelmayr a six sélections avec l'équipe nationale. Il participe aux Jeux olympiques de 1928 à Saint-Moritz et au Championnat d'Europe 1929.